# The Collection (álbum de 'N Sync)
The Collection es el segundo álbum de compilaciones de la boy band 'N Sync. El álbum fue lanzado el 25 de febrero del 2010, cerca de después de los cinco años del lanzamiento del disco  Greatest Hits. El álbum solo contiene los sencillos lanzados en Reino Unido, como también otras canciones populares de sus álbumes de estudio. El álbum ha vendido hasta el momento más de 20,000 copias.

## Listado de canciones
| The Collection |                       |          |  |
| N.º            | Título                | Duración |  |
| 1.             | «Girlfriend»          | 4:13     |  |
| 2.             | «Tearin' Up My Heart» | 3:26     |  |
| 3.             | «This I Promise You»  | 4:26     |  |
| 4.             | «Gone»                | 4:51     |  |
| 5.             | «I Want You Back»     | 3:20     |  |
| 6.             | «Bye Bye Bye»         | 3:19     |  |
| 7.             | «It's Gonna Be Me»    | 3:11     |  |
| 8.             | «Pop»                 | 3:57     |  |
| 9.             | «Celebrity»           | 3:19     |  |
| 10.            | «Selfish»             | 4:19     |  |
| 11.            | «I'll Never Stop»     | 3:07     |  |
| 12.            | «U Drive Me Crazy»    | 3:34     |  |
| 13.            | «You Got It»          | 3:34     |  |
| 14.            | «Crazy for You»       | 3:40     |  |